# Mycetophila formosa
Mycetophila formosa es una especie de mosquito del género Mycetophila, categorizada en la tribu Mycetophilini, subfamilia Mycetophilinae.

## Distribución
Se distribuye por Europa: Reino Unido, Noruega, Finlandia, Suecia, Estonia y Bélgica.

## Taxonomía
Fue descrita por Lundström en 1911.
Tratamiento taxonómico
La especie aparece registrada y publicada en Neue oder wenig bekannte europäische Mycetophiliden. Annales Historico-Naturales Musei Nationalis Hungarici 9: 390-419, pls. 11-15.